# Johann Nepomuk David

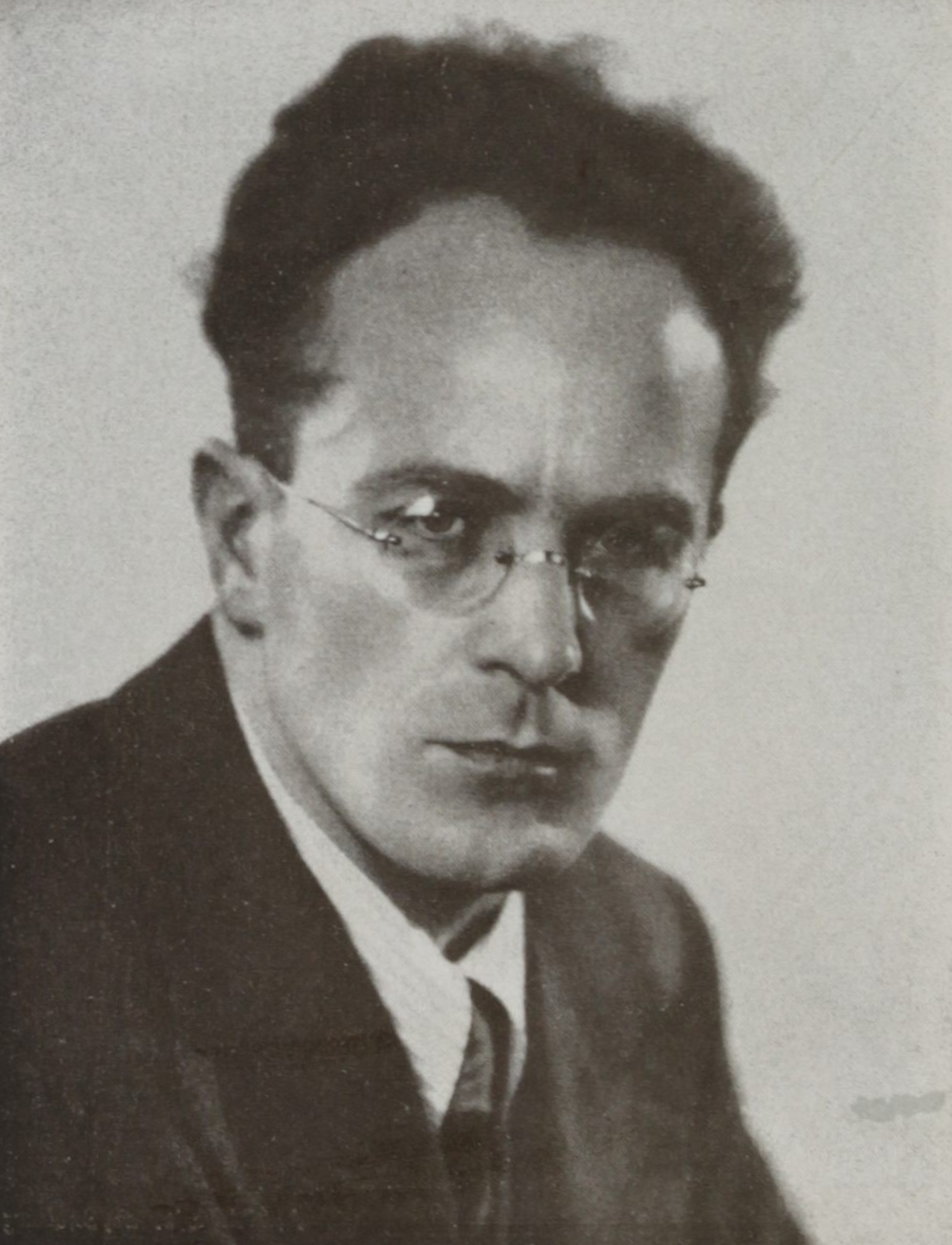
Johann Nepomuk David (1895–1977), compositor austríaco.

Johann Nepomuk David (1895 — 1977) foi um compositor austríaco que escreveu um grande número de concertos, incluindo oito sinfonias. 